# Exoprosopa anomala
Exoprosopa anomala är en tvåvingeart som beskrevs av Joseph Hannum Painter 1934. Exoprosopa anomala ingår i släktet Exoprosopa och familjen svävflugor. Inga underarter finns listade i Catalogue of Life.